# Ophiopaepale goesiana
Ophiopaepale goesiana is een slangster uit de familie Ophiodermatidae.
De wetenschappelijke naam van de soort werd in 1872 gepubliceerd door Axel Vilhelm Ljungman.